# Hard Attraction
Hard Attraction (Love the Hard Way) è un film del 2001 diretto da Peter Sehr.
La sceneggiatura, scritta dallo stesso Sehr, è basata sul libro Yi Ban Shi Huo Yan, Yi Ban Shi Hai Shui dello scrittore Wang Shuo.

## Trama
New York. Jack, uno scrittore, è coinvolto in una serie di truffe e imbrogli insieme all'amico Charlie; quando il ragazzo incontra la giovane Claire, studentessa di biologia, anche lei viene trascinata nel suo mondo di crimini. Nonostante i tentativi dell'amica Debbie di allontanarla da Jack, la ragazza continua a frequentarlo nel tentativo di renderlo una persona migliore.